# Fatima Mernissi
Fatima Mernissi (Arabisch: فاطمة مرنيسي) (Fez, 27 september 1940 – Rabat, 30 november 2015) was een Marokkaanse feministische sociologe die zich inzette voor gelijkberechtiging van man en vrouw. 

## Biografie
Mernissi werd geboren in Fez in een harem, zoals zij beschrijft in haar boek Het verboden dakterras: verhalen uit mijn jeugd in de harem: herinneringen (1994).
Na haar studie in Rabat studeerde ze aan de Sorbonne (Parijs) en aan de Brandeis-universiteit (Massachusetts, Verenigde Staten). Na haar promotie keerde ze terug naar Marokko, waar ze als docent en onderzoeker werkte aan de Mohammed V-universiteit in Rabat aan de Faculteit Letterkunde.
Mernissi trok de vrouwonvriendelijke hadith in twijfel en bekritiseerde de ondergeschikte positie van de vrouw in de Marokkaanse samenleving omdat ze in de Koran geen reden voor ongelijke behandeling kon terugvinden. Later onderzocht ze onder andere de invloed van satelliettelevisie in de Arabische wereld en de relatie tussen islam en democratie.
Ze overleed op 30 november 2015 in Rabat.

## Publicaties
- Beyond the Veil: Male-female Dynamics in Modern Muslim Society, Indiana Univesity Press, 1987, ISBN 0-253-31162-4
- Islam en democratie: de angst voor het moderne, Breda (De Geus), 1993, ISBN 9052261288
- De politieke harem: vrouwen en de profeet, Breda (De Geus), 1991, ISBN 9052260605
- Sultanes: de macht van vrouwen in de wereld van de islam, Breda (De Geus), 1992, ISBN 9052260788
- Het verboden dakterras: verhalen uit mijn jeugd in de harem: herinneringen, Breda (De Geus), 1994, ISBN 9052261911
- Vrouwen in Marokko aan het woord, Weesp (Het Wereldvenster), Antwerpen (Standaard Uitgeverij), 1985, ISBN 9029398418
- Achter de sluier: De islam en de strijd tussen de seksen, Breda (De Geus), 2004, ISBN 90 445 0599 8

## Prijzen en erfenis
In 2003 ontving ze - samen met Susan Sontag - de Prins van Asturiëprijs voor literatuur.
In 2004 werd ze samen met Sadiq Jalal al-Azm en Abdulkarim Soroush onderscheiden met een Erasmusprijs.
In 2017 werd ter ere van haar werk de Fatima Mernissi leerstoel opgericht aan de Vrije Universiteit Brussel, België. De Middle East Studies Association richtte tevens in 2017 een Fatima Mernissi boekprijs op voor belangrijke werken rond gender en seksualiteit.
In 2021 werd een fietsers- en voetgangersbrug over het over het Kanaal Charleroi-Brussel naar haar vernoemd: de Fatima Mernissiloopbrug. De brug bevindt zich ter hoogte van de Ninoofsepoort en maakt de verbinding tussen Brussel en Sint-Jans-Molenbeek, net aan het Millennium Iconoclast Museum of Art (MIMA).